# André Lagarrigue
André Lagarrigue (né le 12 juin 1924 à Aurillac et mort le 14 janvier 1975 à Orsay) est un physicien français.

## Biographie
Ancien élève de École polytechnique (X1944), il devient chercheur et effectue un doctorat sur le « spectre de la désintégration du méson µ » encadré par Charles Peyrou, avec pour collaborateur Ionel Solomon. Il soutient sa thèse en 1952, avec un jury composé de Louis de Broglie, Irène Joliot-Curie et Francis Perrin. 
Il fait partie, avec Bernard Gregory, Albert Messiah et d'autres, qui comme lui ont séjourné aux États-Unis, de ceux qui ont profondément rénové l'enseignement supérieur de la physique après-guerre. 
Sur l'invitation l'université de Californie à Berkeley, il travaille avec le professeur Fretter de 1954 à 1955.
Nommé maître de conférences à l'École polytechnique, il y devient sous-directeur du laboratoire du professeur Leprince-Ringuet. En 1964, il est nommé professeur à la faculté des sciences de Paris, et exerce alors son activité à Orsay.
Il dirige le Laboratoire de l'accélérateur linéaire d'Orsay de 1969 à 1975 ; il est un des spécialistes mondiaux de l'étude de la force d'interaction faible, il a notamment découvert, en 1973, les courants neutres de Interaction électrofaible avec l'expérience Gargamelle au CERN.
Il dirige une commission ministérielle chargée de rénover l'enseignement des sciences physiques et de la technologie dans l'enseignement secondaire, officieusement en 1969 puis officieusement en 1971. Un rapport émis en 1970 au ministère de l'Éducation nationale au nom de sociétés savantes soutenant une rénovation importante des sciences physiques et de la technologie. Ces efforts aboutissent le 27 mai 1971 à la création de la commission de rénovation des sciences physiques et de la technologie, appelée dès lors commission Lagarrigue, où il promeut un équilibre entre sciences expérimentales d'une part et mathématiques et techniques d'autre part.
Il meurt prématurément en 1975, d'une crise cardiaque, à la sortie d'un de ses cours à la Faculté des sciences d'Orsay.

## Distinctions
- Lauréat du prix Joliot-Curie de la Société française de physique en 1961
- Lauréat de la deuxième édition du prix Ampère de l'Académie des sciences en 1975, après Jean Brossel qui en fut le premier titulaire en 1974

## Hommages
- Un « prix André-Lagarrigue » a été créé en son hommage par la Société française de physique.
- Un amphithéâtre a été nommé en son honneur à l'École polytechnique.